# Teles
Teles (grec antic: Τέλης, llatí: Teles) fou un filòsof grec originari de Mègara.
Fabricius el considera pitagòric, però atesos els seus mestres (Diògenes, Crates de Tebes, Bió, Aristip i el mateix Sòcrates) en realitat cal considerar-lo socràtic o, més aviat, cínic.
Part de la seva obra ha estat conservada gràcies a Joan Estobeu. Es tracta de set fragments de diàlegs de gran valor perquè són una de les poques fonts sobre el gènere de la diatriba cínica. Els set fragments porten els títols següents:
- Περὶ αὐταρκείας (Sobre l'autosuficiència)
- Περὶ τοῦ μὴ εῖναι τέλος ἡδονὴν (El plaer no és el sentit de la vida)
- Σύγκρισις πλούτον καὶ ἀρετῆς (Comparació entre la riquesa i la pobresa)
- Περὶ φυγῆς (Sobre l'exili)
- Περὶ περιστάσεως (Sobre les circumstàncies)
- Περὶ εὐπαθείας (Sobre la felicitat)